# Hernán Alvarado
Hernán Alvarado   (Puntarenas, 25 de novembre de 1932 - San José, 7 de maig de 2004) fou un futbolista costa-riqueny de la dècada de 1950.
Pel que fa a clubs, destacà a Club Sport La Libertad i Club Sport Herediano, on fou campió el 1961.
Fou 27 cops internacional amb la selecció de Costa Rica entre 1953 i 1961.
Posteriorment fou entrenador a Club Sport Herediano, Municipal Puntarenas, Asociación Deportiva Ramonense i Municipal Liberia.